# ゾンドマ県
ゾンドマ県(フランス語：Zondoma)はブルキナファソの北部地方の県。
2006年の人口は約16.9万人。

県都はグルシ。

## 行政区画

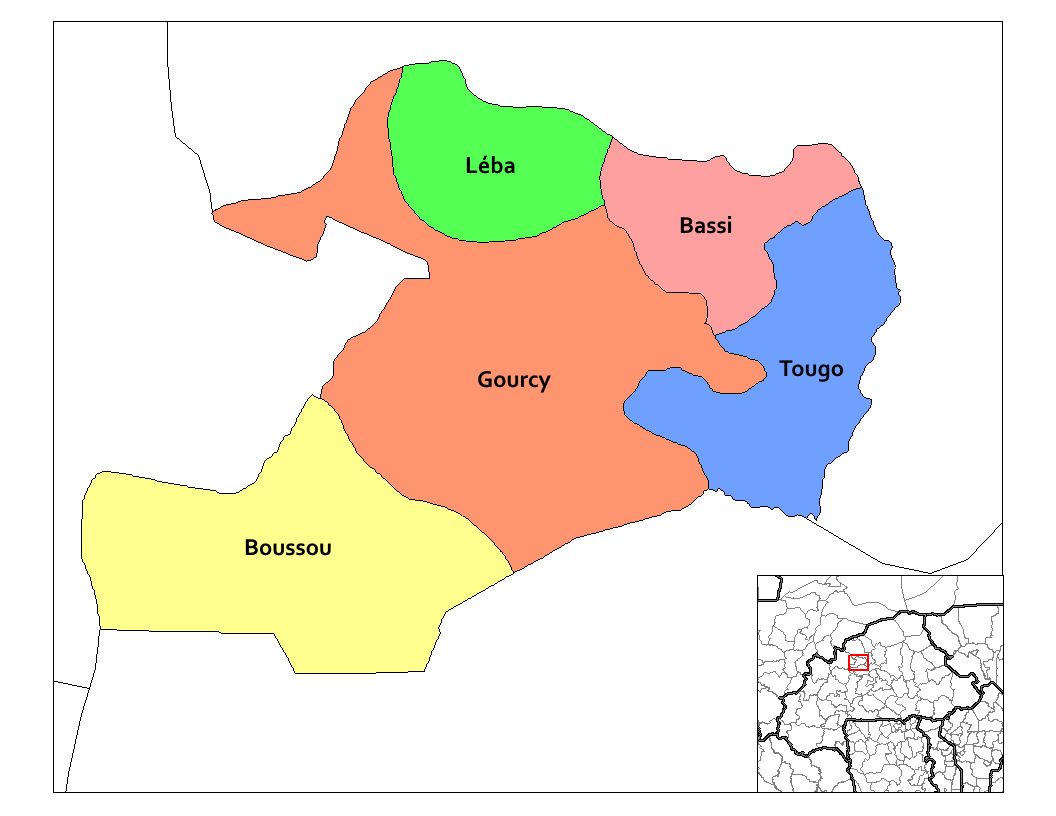
ゾンドマ県の郡

| 郡       | 郡都   | 2006年の人口 |
| -------- | ------ | ------------ |
| バッシ郡 | バッシ | 23,234       |
| ブスー郡 | ブスー | 23,551       |
| グルシ郡 | グルシ | 80,689       |
| レバ郡   | レバ   | 10,511       |
| トゥゴ郡 | トゥゴ | 30,970       |

## 地理
- 北～東：ヤテンガ県
- 南：パッソレ県
- 西：スル県

## 教育
2011年時点で、191の小学校と、16の中学校が有った。

## 医療
2011年時点で、25の診療所と、3人の医者、57人の看護師が存在した。